# Katy Marchant

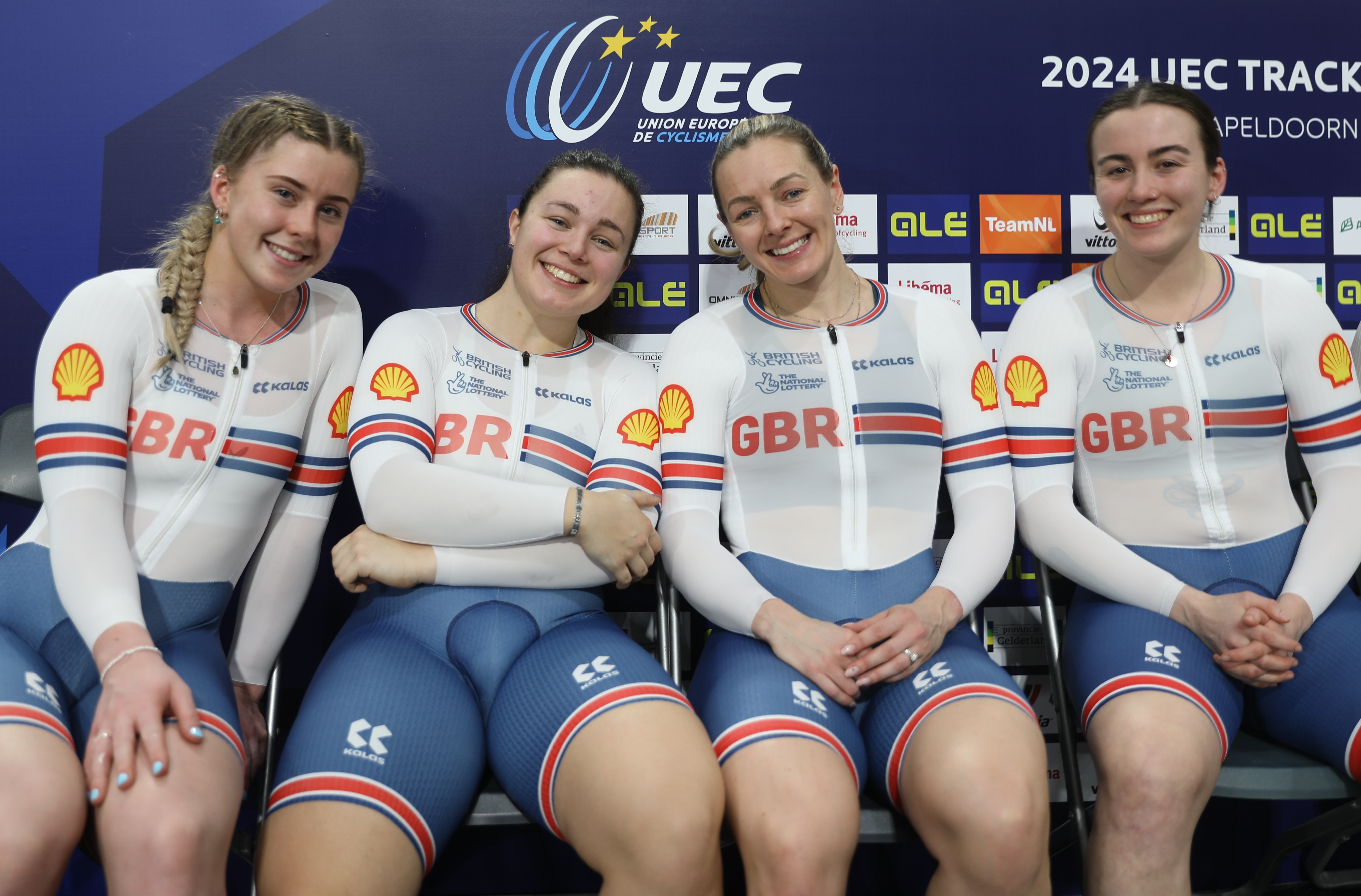
Marchant (2.v.r.) als Mitglied des Sprintteams bei der EM 2024 (l.: Emma Finucane, Sophie Capewell, r.: Lowri Thomas)

Katy Louise Marchant MBE (* 30. Januar 1993 in Leeds) ist eine britische Radsportlerin.

## Sportliche Laufbahn
Katy Marchant war zunächst als Siebenkämpferin aktiv, bis ihre Leistungen auf dem Ergometer dem Trainer der Olympiasiegerin Jessica Ennis-Hill auffielen und er sie dem britischen Radsportverband British Cycling empfahl. Im April 2013 wurde sie in das Olympic Academy Programme und wenig später in das Podium Programme des Verbandes aufgenommen. Noch im selben Jahr stand sie in mehreren Disziplinen bei britischen Bahnmeisterschaften auf dem Podium.
Im Jahr darauf errang Marchant bei den Bahn-Europameisterschaften (U23) die Bronzemedaille im Keirin, 2015 holte sie den Titel. Im selben Jahr wurde sie in den Disziplinen Keirin, 500-Meter-Zeitfahren und Teamsprint (mit Jessica Varnish) britische Meisterin.
2016 wurde Katy Marchant für die Teilnahme an den Olympischen Spielen in Rio de Janeiro nominiert. Dort errang sie die Bronzemedaille im Sprint. 2018 ging sie bei den Commonwealth Games mit Lauren Bate im Teamsprint an den Start; das Duo belegte Rang drei. Zudem wurde sie zweifache britische Meisterin im Sprint und im 500-Meter-Zeitfahren. 2019 gewann sie beim Lauf des Weltcups in Glasgow den Wettbewerb im Keirin. 2021 startete sie bei den Olympischen Spielen in Tokio und belegte im Sprint Platz sechs. Beim Keirinrennen kollidierte sie mit der Niederländerin Laurine van Riessen.
Bei den Europameisterschaften 2024 gewann Marchant das 500-m-Zeitfahren und holte damit erstmals einen Titel bei internationalen Meisterschaften; mit Emma Finucane, Lowri Thomas und Sophie Capewell belegte sie im Teamsprint Platz zwei. Bei den Olympischen Spielen 2024 in Paris gewann Marchant die Goldmedaille im Teamsprint.

## Erfolge
2014
- U23-Europameisterschaft – Keirin, Teamsprint (mit Rosie Blount)

2015
- U23-Europameisterin – Keirin
- Europameisterschaft – Teamsprint (mit Victoria Williamson)
- Britische Meisterin – Keirin, 500-Meter-Zeitfahren, Teamsprint (mit Jessica Varnish)

2016
- Olympische Spiele – Sprint

2018
- Commonwealth Games – Teamsprint (mit Lauren Bate)
- Britische Meisterin – Sprint, 500-Meter-Zeitfahren

2019
- Weltcup in Glasgow - Keirin

2023
- Europameisterschaft – Teamsprint (mit Emma Finucane, Lauren Bell und Sophie Capewell)
- Britische Meisterin – Teamsprint (mit Emma Finucane und Millicent Tanner)

2024
- Europameisterin – Zeitfahren
- Europameisterschaft – Teamsprint (mit Emma Finucane, Lowri Thomas und Sophie Capewell)
- Nations Cup in Adelaide – Teamsprint (mit Emma Finucane, Sophie Capewell und Lauren Bell)
- Nations Cup in Hongkong – Teamsprint (mit Emma Finucane und Sophie Capewell)
- Olympiasiegerin – Teamsprint (mit Emma Finucane und Sophie Capewell)
- Weltmeisterin – Teamsprint (mit Emma Finucane und Sophie Capewell)
- Weltmeisterschaft – 500-Meter-Zeitfahren, Keirin